# Agglethorpe
Agglethorpe – osada w Anglii, w hrabstwie North Yorkshire, w dystrykcie (unitary authority) North Yorkshire. Leży 63 km na północny zachód od miasta York i 329 km na północ od Londynu.